# Shippingports kärnkraftverk

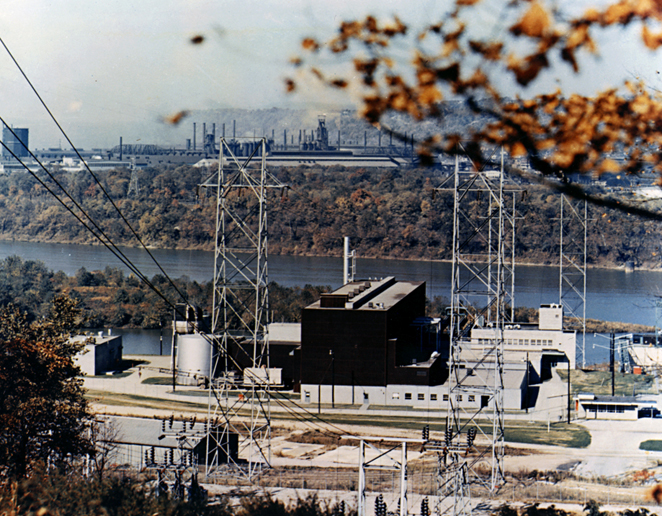
Shippingports kärnkraftverk

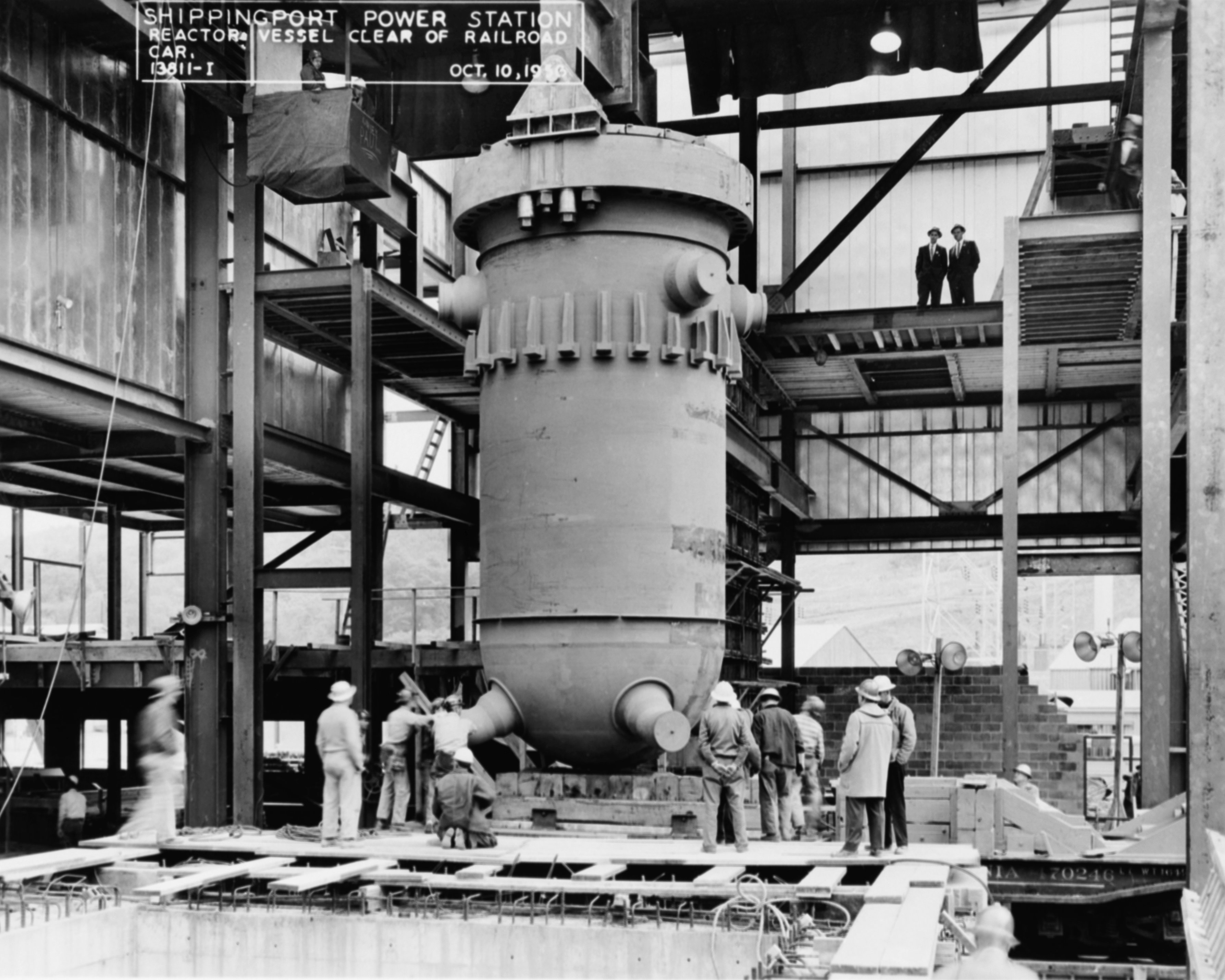
Reaktortanken. Fotot taget 1956.

Shippingports kärnkraftverk var ett kärnkraftverk i USA. Det var "världens första kärnkraftverk i full skala som är avsett uteslutande för användning i fredstid". Det låg ca 45 km från Pittsburgh. Reaktorn startades första gången den 2 december 1957 och var i drift till oktober 1982. Kraftverket gav en effekt på 60 MW och kostade 72,5 miljoner dollar att bygga.
Efter att kärnkraftverket tagits ur drift 1982 påbörjades ett projekt för rivning 1985. I december 1988 lyftes den 956 ton tunga reaktortanken ut ur reaktorinneslutningen och fördes till en anläggning för slutförvaring i delstaten Washington. Platsen för kärnkraftverket har städats upp och marken har frisläppts för användning utan restriktioner. Kostnaderna för rivning och sanering har uppskattats till 98 miljoner dollar. Projektet används som referens av de som hävdar att storskalig rivning av kärnkraftverk kan genomföras på ett tillfredsställande sätt. Kritiker har dock pekat på att Shippingport var mindre än de flesta kommersiella kärnkraftverk. Effekter på över 1000 MW är inte ovanliga, att jämföra med Shippingports 60 MW.